# Микроскоп (сазвежђе)
Микроскоп (лат. Microscopium) је једно од 88 савремених сазвежђа. Налази се на јужној хемисфери и нема сјајних звезда. Креирао га је у 18. веку француски астроном Никола Луј де Лакај.

## Звезде
Најсјајнија звезда Микроскопа је гама, магнитуде 4,68. Овај џин G класе се тренутно налази на око 220 светлосних година од Сунца, али се пре 3,8 милиона година налазио на свега 6 светлосних година од Сунца и са Земље се видео као сјајнија звезда и од Сиријуса, данас најсјајније звезде ноћног неба.
Алфа Микроскопа је такође џин G класе, чија магнитуда варира између 4,88 и 4,94.